# Amazilia candida
Amazilia candida е вид птица от семейство Колиброви (Trochilidae).

## Разпространение
Видът е разпространен в Белиз, Гватемала, Коста Рика, Мексико, Никарагуа и Хондурас.